# クマタカ
クマタカ（角鷹、熊鷹、鵰、学名：Nisaetus nipalensis）は、鳥綱タカ目タカ科クマタカ属に分類される鳥。遺伝的背景に基づき、かつてクマタカが含まれていたSpizaetus属は中南米の2種のみを含む属となり、本種を含む残り7種はNisaetus属として独立した。

## 分布
ユーラシア大陸南東部、インドネシア、スリランカ、台湾
- 亜種 クマタカ N. n. orientalis

日本

## 形態
全長オス約75cm、メス約80cm。翼開長は約160cmから170cm。日本に分布するタカ科の構成種では大型であることが和名の由来（熊=大きく強い）。胸部から腹部にかけての羽毛は白く咽頭部から胸部にかけて縦縞や斑点、腹部には横斑がある。尾羽は長く幅があり、黒い横縞が入る。翼は幅広く、日本に生息するタカ科の大型種に比べると相対的に短い。これは障害物の多い森林内での飛翔に適している。翼の上部は灰褐色で、下部は白く黒い横縞が目立つ。
頭部の羽毛は黒い。後頭部には白い羽毛が混じる冠羽をもつ。この冠羽が角のように見えることも和名の由来とされる。幼鳥の虹彩は褐色だが、成長に伴い黄色くなる。

## 生態
森林に生息する。飛翔の際にあまり羽ばたかず、大きく幅広い翼を生かして風を捕らえ旋回する（ソアリング）こともある。基本的には樹上で獲物が通りかかるのを待ち襲いかかる。獲物を捕らえる際には翼を畳み、目標をめがけて加速を付けて飛び込む。日本がクマタカの最北の分布域であり北海道から九州に留鳥として生息し、森林生態系の頂点に位置している。そのため「森の王者」とも呼ばれる。高木に木の枝を組み合わせた皿状の巣を作る。
食性は動物食で森林内に生息する多種類の中・小動物を獲物とし、あまり特定の餌動物に依存していない。自分よりも大きな哺乳類を仕留めることもある。また森林に適応した短めの翼の機動力を生かした飛翔で、森林内でも狩りを行う。
狩りはおもに単独で行うが、まれにつがいで協力して行われる。狩りは樹木の枝などに止まって獲物を待ち伏せる方法と上空で旋回しながら獲物を探す方法の2種類で行い、その場で仕留められない場合には捕まえやすいところに獲物を誘導することもある。
繁殖は1年あるいは隔年に1回で、通常1回につき1卵を産むが極稀に2卵産む。抱卵は主にメスが行い、オスは狩りを行う。従来、つがいはどちらかが死亡しない限り、一夫一妻が維持され続けると考えられてきたが、2009年に津軽ダムの工事に伴い設置された猛禽類検討委員会の観察により、それぞれ前年と別な個体と繁殖したつがいが確認され、離婚が生じることが知られるようになった。

## 人間との関係
クマタカは森林性の猛禽類で調査が容易でないため、生態の詳細な報告は少ない。近年繁殖に成功するつがいの割合が急激に低下しており、絶滅の危機に瀕している。
大型で攻撃性が強いため、かつて東北地方では飼いならして鷹狩りに用いられていた。
クマタカは、「角鷹」と「熊鷹」と2通りの漢字表記事例がある。歴史的・文学上では双方が使われてきており、近年では、「熊鷹」と表記される辞書が多い。これは「角鷹」をそのままクマタカと読める人が少なくなったからであろう。なお、鳥名辞典等学術目的で編集された文献では「角鷹」の表記のみである。

## 保全状態評価
- LEAST CONCERN (IUCN Red List Ver. 3.1 (2001))
- ワシントン条約附属書II
- 絶滅危惧IB類 (EN)（環境省レッドリスト）
- 国内希少野生動植物種（種の保存法） - 1993年

## 画像

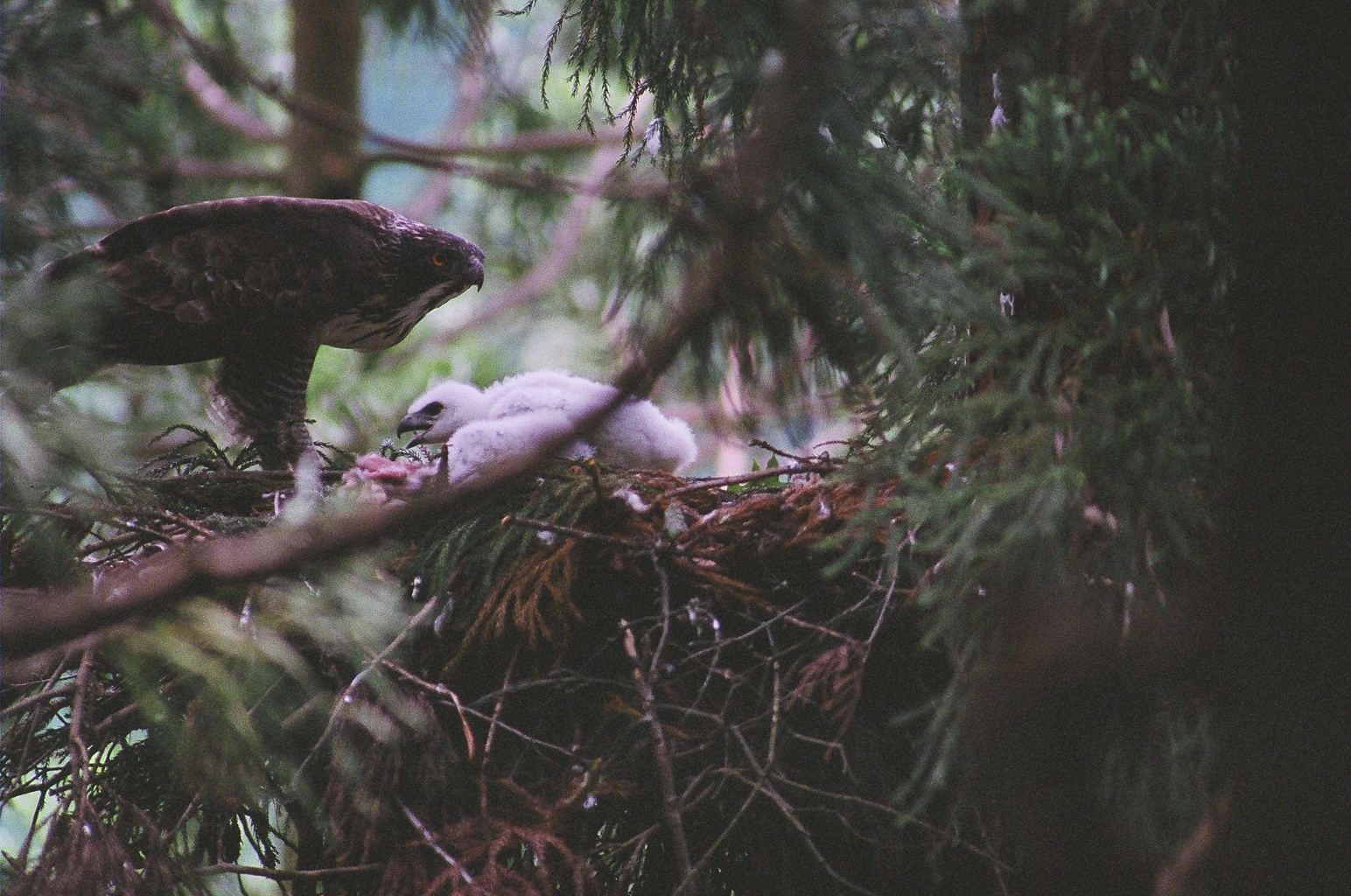
クマタカの親子（撮影地：秋田県仁別）
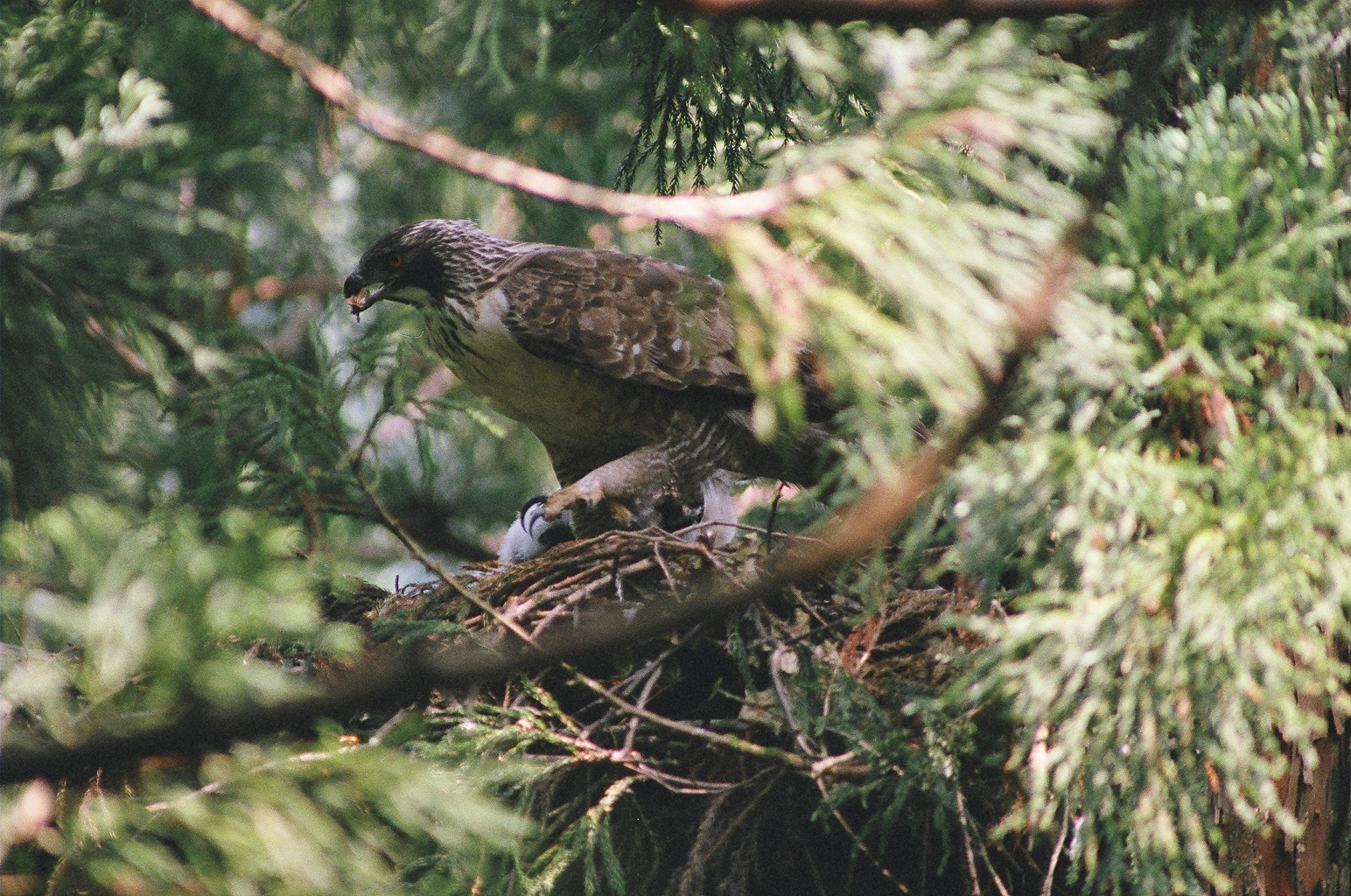
クマタカ幼鳥（撮影地：秋田県仁別）
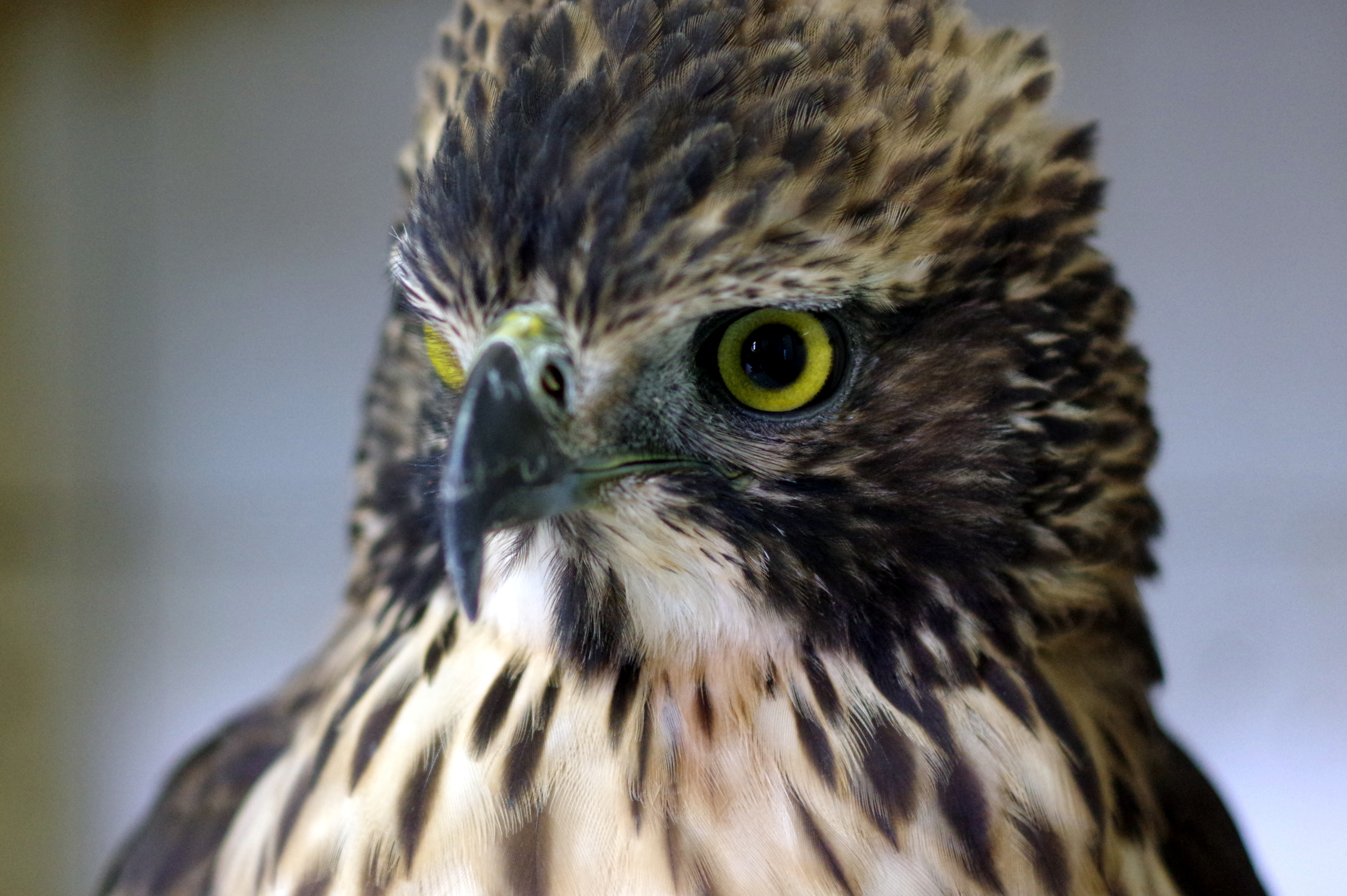
頭部
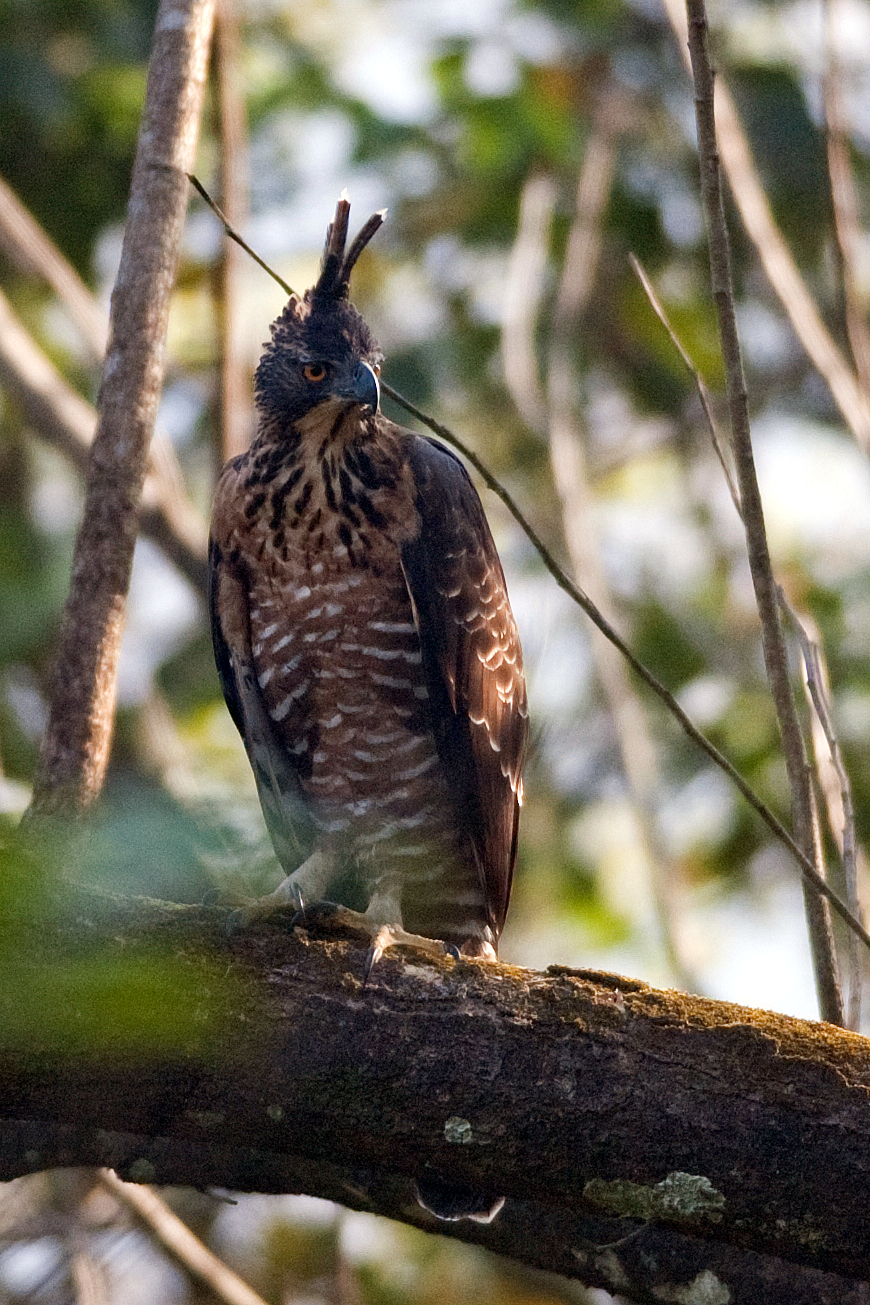
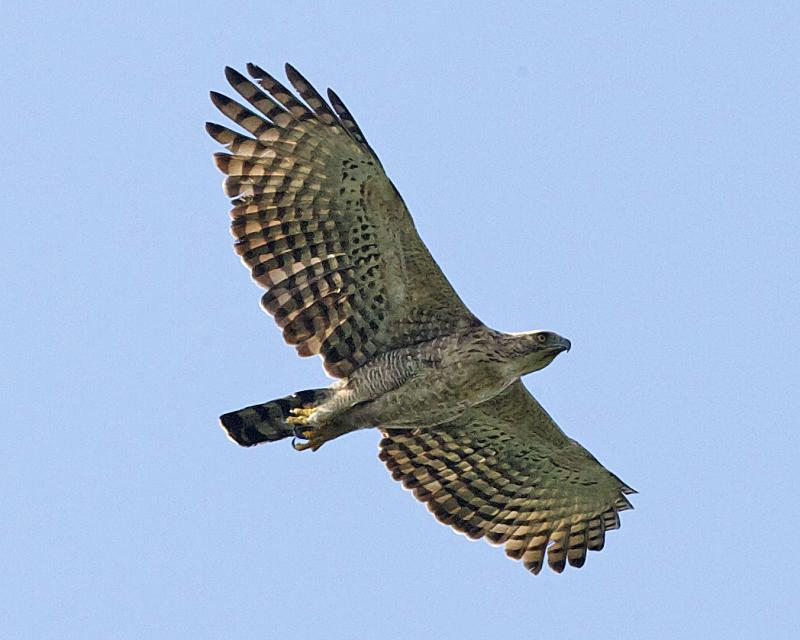
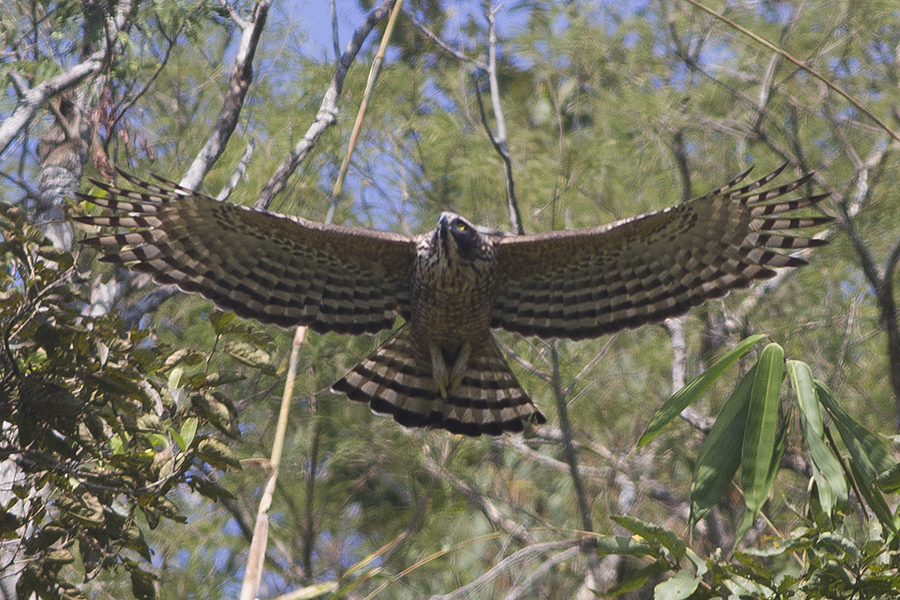